# Bradley Pritchard
Bradley Pritchard (Harare, 19 dicembre 1985) è un calciatore zimbabwese, centrocampista del Phoenix Sports.

## Carriera
Nella stagione 2005-2006 gioca nella sesta divisione inglese con il Carshalton Athletic, che a fine anno retrocede in settima divisione; nell'estate del 2006 si accasa dunque al Nuneaton Borough, altro club di sesta divisione, dove nell'arco di due stagioni totalizza complessivamente altre 48 presenze e 2 reti in questa categoria. Nell'estate del 2008 si trasferisce quindi al Tamworth, con cui vince la Conference League North 2008-2009 (sesta divisione) trascorrendo poi invece la stagione 2009-2010 in quinta divisione, per un totale di 40 presenze e 5 reti in incontri di campionato nell'arco del biennio. Veste poi per una stagione la maglia dell'Hayes & Yeading Utd, con cui è autore di 46 presenze e 14 reti in quinta divisione; durante questa annata lavora anche in parallelo come performance analyst per il Charlton, club della seconda divisione inglese.
Nel maggio del 2011 firma un contratto di un anno con un'opzione per un secondo anno proprio al Charlton, nel frattempo retrocesso in terza divisione. Durante la stagione 2011-2012 contribuisce con 20 presenze alla vittoria del campionato, per poi diventare titolare fisso durante la stagione successiva, nella quale è autore di 42 presenze e 3 reti in seconda divisione; dopo un rinnovo di contratto per un'ulteriore stagione, gioca altre 17 partite nella seconda divisione inglese con la maglia degli Addicks durante la stagione 2013-2014, terminata la quale rimane svincolato.
Nell'estate del 2014 firma un contratto biennale con il Leyton Orient, in terza divisione; gioca 31 partite in questa categoria, restando poi nel club anche nella stagione 2015-2016, giocata in quarta divisione a seguito della retrocessione subita nell'annata precedente, e totalizzando 29 presenze ed una rete in questa categoria; nella parte finale della stagione viene inoltre ceduto in prestito allo Stevenage, con cui gioca ulteriori 4 partite in questa categoria. Negli anni seguenti torna a giocare in sesta divisione, con il Greenwich Borough; prosegue poi la carriera nelle serie minori inglesi.

## Palmarès

### Club

#### Competizioni nazionali
- Conference North: 1

Tamworth: 2008-2009
- Football League One: 1

Charlton: 2011-2012

#### Competizioni regionali
- Isthmian League Division One South East: 1

Cray Wanderers: 2018-2019